# 녀석들의 졸업백서
《녀석들의 졸업백서》(영어: Dude)는 2018년 넷플릭스에서 공개된 미국의 10대 코미디 영화이다. 루시 헤일, 캐스린 프레스콧, 알렉산드라 십, 아콰피나, 알렉스 울프가 출연하며, 감독은 올리비아 밀치이다. 졸업을 앞둔 고등학생 4인조의 우정을 다룬다. 2018년 4월 20일 공개되었다.

## 줄거리
1년 전, 늘 함께 다니는 4인조 여고생 릴리, 클로이, 밀스, 벡스는 무도회를 즐기고 있었다. 그날 클로이의 오빠이자 릴리의 연인이었던 토머스는 릴리와의 밀회 직후 교통사고로 죽어 버렸다. 장례식장에서 동생인 클로이는 슬픔에 잠겼고 릴리는 묵묵히 견뎠다. 4인조는 큰 상처를 안은 채 3학년을 맞이한다.
4인조는 이제 졸업을 앞두고 각자의 길을 준비하고 있었다. 학생회장인 릴리는 후배인 노아의 고백을 받았고 벡스는 학교 철학 선생님인 비미스에게 빠져 있었다. 밀스네 부모님은 이혼을 준비하고 있었다. 클로이는 친구들에게 밝히지는 않았지만 뉴욕대와 캘리포니아대 사이에서 고민하는 중이었다. 졸업 무도회와 동시에 토머스의 기일도 다가왔다. 4인조는 차 안에서 토머스와 같이 썼던 동키 봉(Donkey Bong)이라 부르는 고릴라 모양의 물담배 병을 발견한다. 하우스 파티 날 이 병을 가지고 마약을 하다가 경찰이 들이닥치자 탐폰이 빠졌다는 핑계를 둘러대고는 빠져나간다.
다음 파티 때 클로이는 뉴욕대에 붙었지만 캘리포니아대로 진학하고 싶다고 밝힌다. 그러자 릴리가 이것 때문에 기분이 상해서 4인조는 파티를 망친다. 따로 떨어진 릴리는 어떤 남자와 섹스를 하려다가 데이트 강간을 당하고 홀로 택시를 타고 울면서 돌아온다. 다음날 릴리는 친구들에게 이것을 가지고 불만을 말하고, 클로이에게는 혼자만 먼 대학에 진학해서 토머스를 모르는 사람들과 만나고 싶냐고 따진다. 클로이는 오빠의 죽음을 극복해야 한다고 반박하지만 릴리는 그를 뿌리치고 나선다. 길가에 차를 세우고 토머스 생각을 하다가 경찰의 불심검문을 당하고, 옆자리에 놓아둔 동키 봉 때문에 마약사범으로 체포될 뻔한다. 사정해서 간신히 빠져나온 릴리는 이후 어머니에게 이를 말한다. 어머니는 그 동키 봉을 여기서 깨버리라고 대답하고, 릴리는 토머스와의 추억이 있는 것이라 그럴 수 없다고 반발한다. 릴리가 떠나고 어머니는 동키 봉을 내동댕이쳐 박살낸다.
릴리는 이후 클로이네 동생과의 대화 후 감정을 어느 정도 정리한다. 그리고 무도회 날, 혼자 있던 릴리에게 클로이가 다가가고 릴리는 클로이에게 사과하며 화해한다. 무도회장에서 클로이는 릴리를 강간했던 남학생을 만나자 가랑이를 걷어 차버린다. 다음날 깨어진 동키 봉을 4인조는 땅에 묻는다. 졸업식 날, 릴리는 졸업생 대표로 연설을 한다. 4인조는 우정이 변치 않을 것을 기약하고 미래를 기대하며 영화가 끝이 난다.

## 출연진
- 루시 헤일 - 릴리
- 캐스린 프레스콧 - 클로이
- 알렉산드라 십 - 어밀리아 "밀스"
- 아콰피나 - 리베카 "벡스"
- 알렉스 울프 - 노아
- 브룩 스미스 - 러레인 (클로이네 엄마)
- 제리 매키넌 - 샘
- 보넌 루빈스타인 - 마이크
- 사티아 바바 - 이매뉴얼 비미스
- 시드니 루커스 - 올리비아 (클로이의 여동생)
- 노라 던 - 로자 (밀스네 고모)
- 이언 고메즈 - 제리
- 콜턴 던 - 히긴스 경관
- 오스틴 에이브럼스 - 제임스 (클로이의 남동생)
- 오스틴 버틀러 - 토머스 (죽은 클로이의 오빠)
- 미케일라 왓킨스 - 질 (릴리네 엄마)
- 잭 맥브레이어 - 가이
- 사샤 스필버그 - 캐리
- 클로디아 두밋 - 제시카 (노아의 전 여친)
- 아티미스 페브다니 - 새파이어
- 에스터 포비츠키 - 얼리샤
- 스토니 블라이든 - 스토니